# Pilkor
PILKOR rozpoczął swoją działalność w 1974 roku jako Philips Electronics Korea. Wówczas był to ulokowany w Korei należący do Philipsa zakład produkcji kondensatorów foliowych metalizowanych (MKT / MPP / PP+MMKP) oraz cienkowarstwowych rezystorów metalizowanych. W 1994 firma Philips wycofała się z tego przedsięwzięcia i na miejscu pozostałej fabryki została powołana do życia firma PILKOR. Obecnie PILKOR jest największym producentem tego typu produktów w Korei. Roczne obroty firmy w 2002 roku wyniosły 45-50 mln US$.
W gronie największych klientów Pilkora znajdują między innymi takie firmy jak Philips TV, Samsung TV, LG TV, Sanyo TV, Toshiba TV, Osram, Delta, APC, TYCO, Philips Lighting, Schaffner, Panasonic, SMPS, SANKEN. Posiadając 12% udziału w rynku firma plasuje się pośród 4 największych producentów kondensatorów na świecie. Obok kondensatorów firma Pilkor posiada także osobny dział zajmujący się produkcją MCI, WCI, ASM, BTM. Oferowane przez firmę produkty są zgodne z dyrektywą ROHS Unii Europejskiej tj. przystosowane są do bezołowiowego lutowania.